# Малунг
Малунг (швед. Malung) — містечко (tätort, міське поселення) у центральній Швеції в лені Даларна. Адміністративний центр комуни Малунг-Селен.

## Географія
Містечко знаходиться у південно-західній частині лена Даларна за 280 км на північний захід від Стокгольма.

## Історія
Історично, Малунг відомий як шкіряна столиця Швеції, з її шкіряною промисловістю та декількома шкірообробними підприємствами.
Малунг є поселенням, про яке першим у Даларні зустрічаються згадки в історичних джерелах.
Переказ ХІІІ століття «Sverres saga» повідомляє, що норвезький король Сверре Сігурдссон проїжджав 1177 року через місто під назвою «Molung», що знаходиться у Jarnberaland (шведською järnbäraland, «залізна земля», сучасна Даларна).

## Герб міста
Герб було розроблено для ландскомуни Малунг. Отримав королівське затвердження 1947 року.
Сюжет герба: у синьому полі золота підкова вухами додолу, над нею — такий же молоток у балку.
Символи походять із печатки 1631 року. Молоток і підкова вказують на поширені тут у давнину ковальські промисли та виготовлення підков.
Після адміністративно-територіальної реформи, проведеної в Швеції на початку 1970-х років, муніципальні герби стали використовуватися лишень комунами. Цей герб був 1971 року перебраний для нової комуни Малунг-Селен.

## Населення
Населення становить 4 968 мешканців (2018).

## Спорт
У поселенні базується спортивний клуб Малунг ІФ, секції якого з футболу та хокею виділилися в окремі організації.

## Галерея

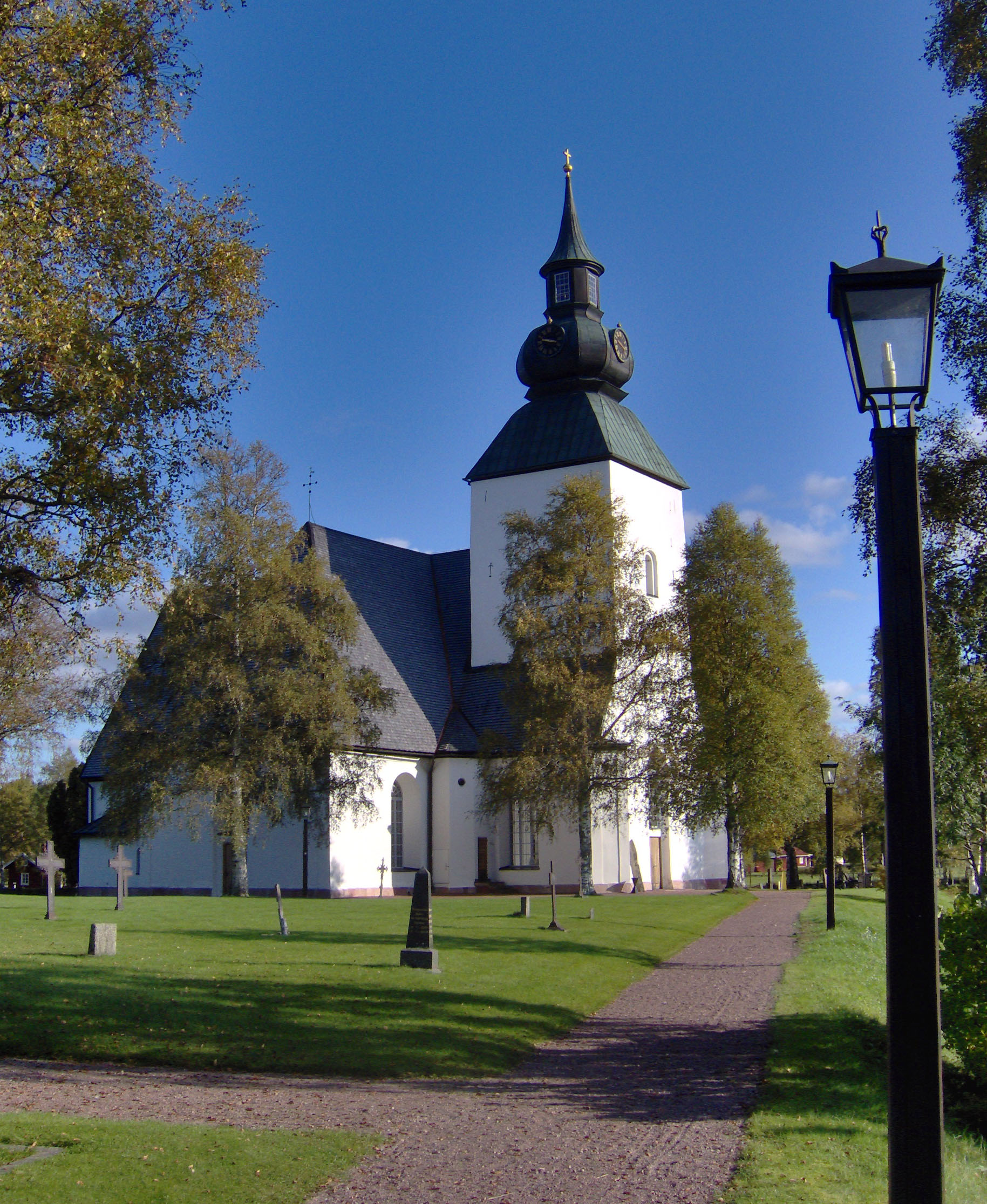
Церква
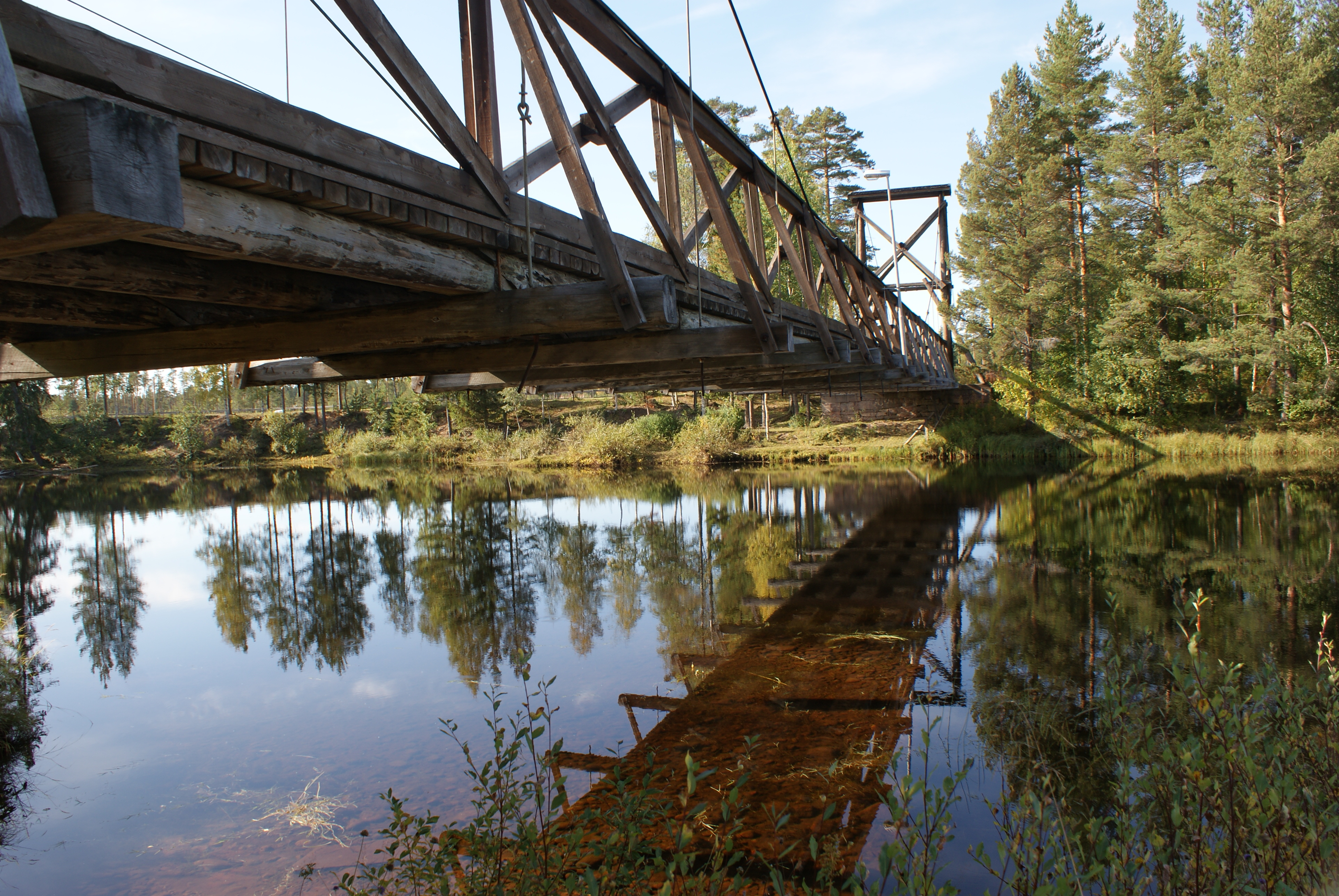
Міст через Сершен
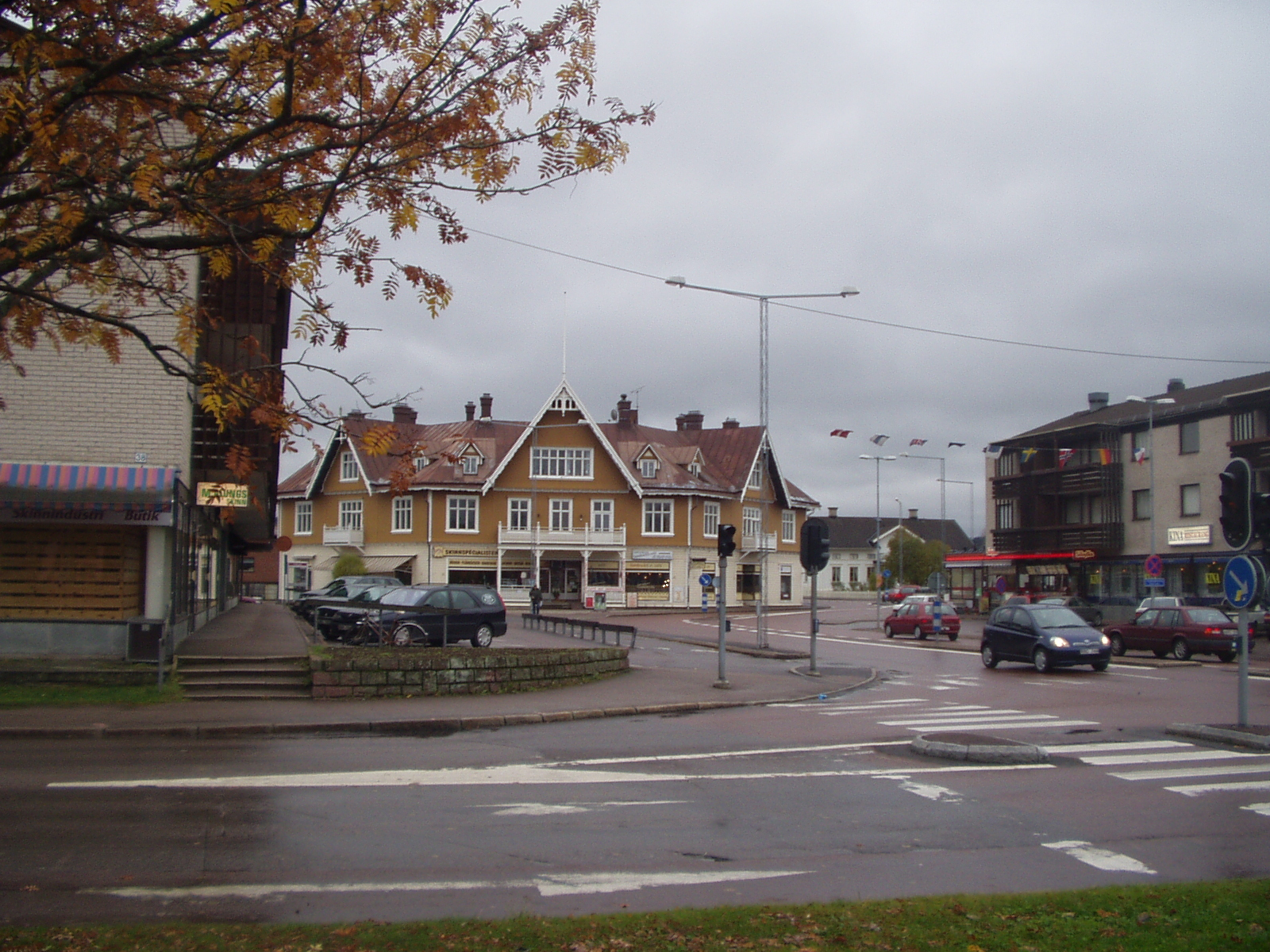
У центрі міста

## Покликання
- комуни Малунг-Селен[недоступне посилання з вересня 2019]